# Creacionismo de Tierra vieja

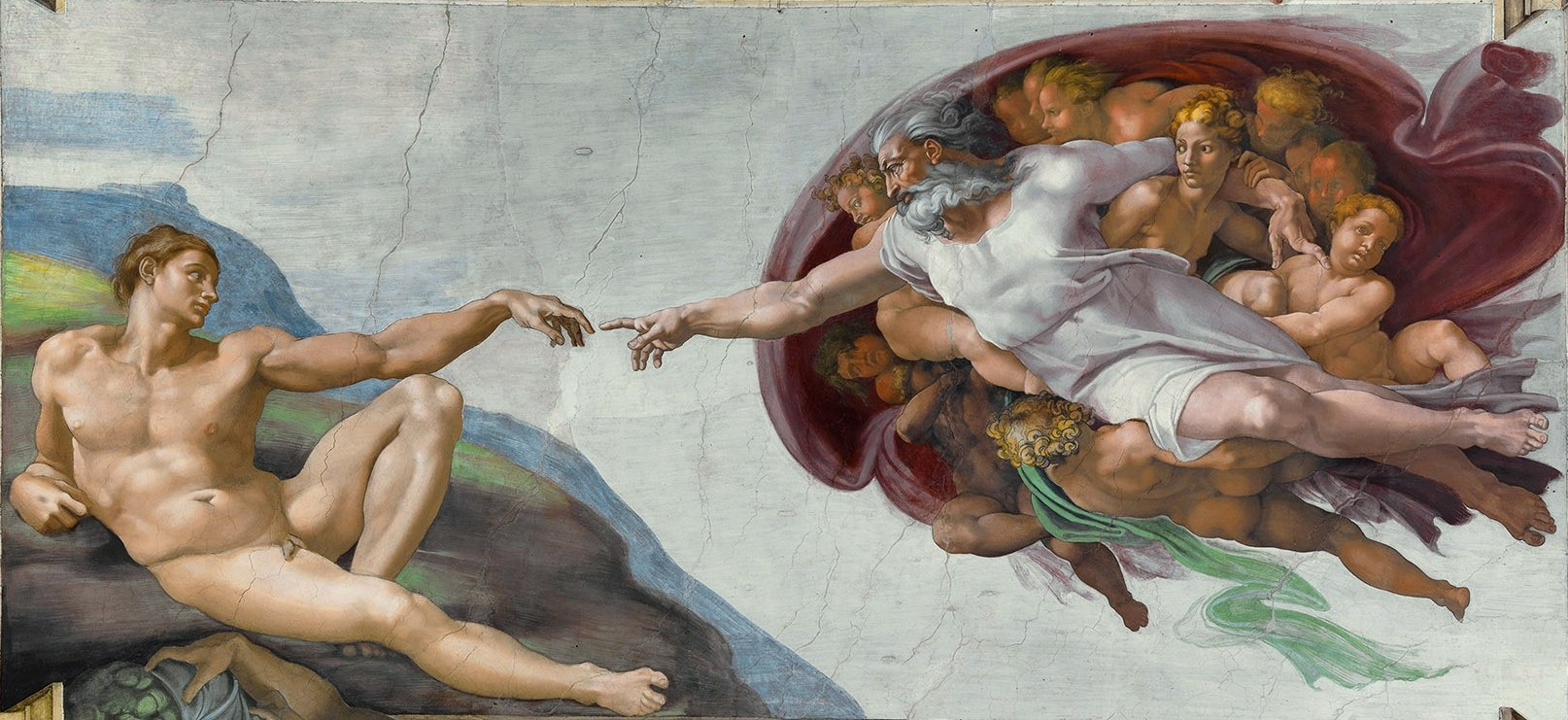
La creación de Adán

El creacionismo de Tierra vieja es una forma de creacionismo que sostiene que la Tierra y sus seres vivos fueron creados por la acción sobrenatural de una deidad hace varios miles de millones de años. En su forma más difundida, supone la inerrancia del Libro del Génesis, pero entiende que es compatible con las edades científicamente comprobadas del universo y la Tierra. Rechaza, sin embargo, la macroevolución, afirmando que es biológicamente implausible y que no está apoyada por el registro fósil. Incluye al creacionismo del vacío y al creacionismo progresivo. Se trata de un punto medio entre el creacionismo de la Tierra joven y el evolucionismo teísta.

## Interpretaciones del Génesis
Los creacionistas de la Tierra vieja pueden analizar la narración de la creación del Génesis en un número de maneras diferentes.

### Interpretación del marco
La interpretación del marco es una interpretación no literal del Génesis que sostiene que el criterio por el que se divide el acto creativo en días no es propiamente cronológico, sino más bien tópico. Esto se evidenciaría en el paralelismo entre la primera tríada de días de la creación y la segunda tríada de días.

### Creacionismo del día-era
El creacionismo del día-era es una interpretación literal del Génesis que puede ser defendida como fundamento del evolucionismo teísta, que acepta la macroevolución, o del creacionismo progresivo, que la rechaza. Esta postura sostiene que el Génesis no se refiere a días de 24 horas, sino a periodos de tiempo mucho más largos. Se fundamente en la ambigüedad de la palabra hebrea yom.

### Creacionismo del vacío
El creacionismo del vacío es una interpretación literal del Génesis que sostiene que la Tierra sí que fue creada en seis días de 24 horas, pero que pudo haber vacíos temporales de miles de años entre los mismos. Esto explicaría muchas observaciones científicas, incluyendo la edad de la Tierra. Esta perspectiva fue popularizada en 1909 por el Biblia anotada de Scofield.

## El diluvio universal
Los creacionistas de la Tierra vieja suelen sostener que no hubo un diluvio universal. Algunos, en cambio, defienden que la narrativa de Noé se refiere a un diluvio localizado en el Medio Oriente, zona alrededor de la cual estaba localizada toda la humanidad en esa época. Esto está en conflicto con la teoría de la emigración africana. Sus detractores también argumentan que negar el diluvio universal y la geología diluviana es negar también la inerrancia bíblica, ya que las escrituras declaran que el diluvio cubrió la totalidad de la Tierra. Los creacionistas de la Tierra vieja, sin embargo, citan versos en que las palabras «entero» y «todo» requieren una interpretación contextual.

## Críticas
Los defensores del evolucionismo teísta critican esta posición por su rechazo a la macroevolución. Los defensores del creacionismo de la Tierra joven, en cambio, la critican por entender que no interpreta el Génesis de manera estrictamente literal.